# 헤로스트라토스

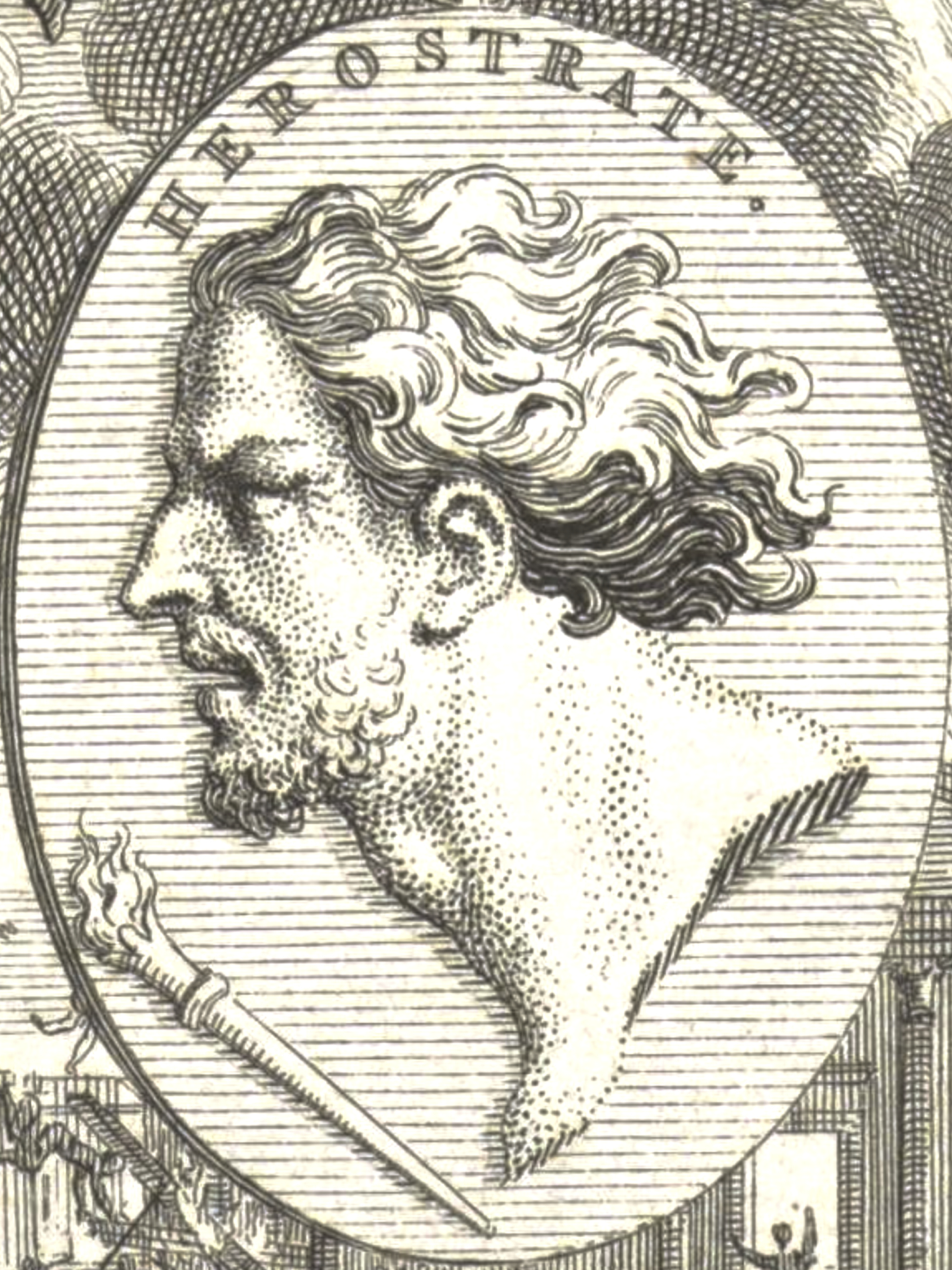

헤로스트라투스(그리스어: Ἡρόστρατος, 영어: Herostratus)는 고대 그리스의 방화범이다.

## 행적
기원전 356년 7월 21일, 그는 악명을 떨치려는 목적으로 고대 그리스의 에페소스(현재의 터키)에 위치한 아르테미스 신전을 불태웠다. 리디아의 크로소스 왕에 의해 대리석으로 건설된 이 신전은 홍수 때문에 폐허가 된 터에 지어졌다. 이 신전은 사냥과 야생동물의 여신인 아르테미스 신과 융합된 이 지역의 여신을 경배하는 데 사용되었다. 130m 길이에 18m 높이의 기둥들로 이뤄진 이 신전은 고대의 세계 7대 불가사의 중 하나였다.
방화 후, 헤로스트라투스는 자신의 죄를 변명하기는커녕 자랑스럽게 떠벌리고 다녔다. 차후의 유사한 범죄를 예방하려는 목적에서 에페수스의 관료들은 그를 사형시켰을 뿐만 아니라 그의 이름을 언급하는 행위를 처벌하려 노력했다. 그러나 고대의 역사가인 테오폼푸스가 자신의 저서 Hellenics에 이 사건을 남기면서, 결국 헤로스트라투스의 목적은 달성되었다.

## 문화적 활용
헤로스트라투스의 이름은 고전문학을 통해 살아남아 현대의 언어까지 이어졌으며, 범죄 행위를 저지르고 그로 인한 악명을 즐기는 사람을 의미하게 되었다. 독일어로 Herostrat은 유명세를 얻기 위한 열망에 사로잡혀 있는 범죄자를 의미하며, 영어 단어 Herostratic Fame은 어떠한 대가를 치르더라도 얻고자 하는 명성을 의미한다.

## 같이 보기
- 스트라이샌드 효과